# Tautz
Tautz is een historisch merk van scooters.
De bedrijfsnaam was Franz Tautz, Motorenfabrik, Leipzig-Gohlis (1923-1925).
Het was een Duits bedrijfje dat kleine scooters met 119- en 200 cc DKW-inbouwmotoren bouwde.
In de eerste helft van de jaren twintig verschenen honderden kleine Duitse merken die goedkope, lichte motorfietsjes maakten. Door dit enorme aantal konden ze meestal alleen in hun eigen regio klanten vinden en rond 1925 verdwenen de meesten (in 1925 alleen al 150) weer van het toneel. 